# 陸智夫

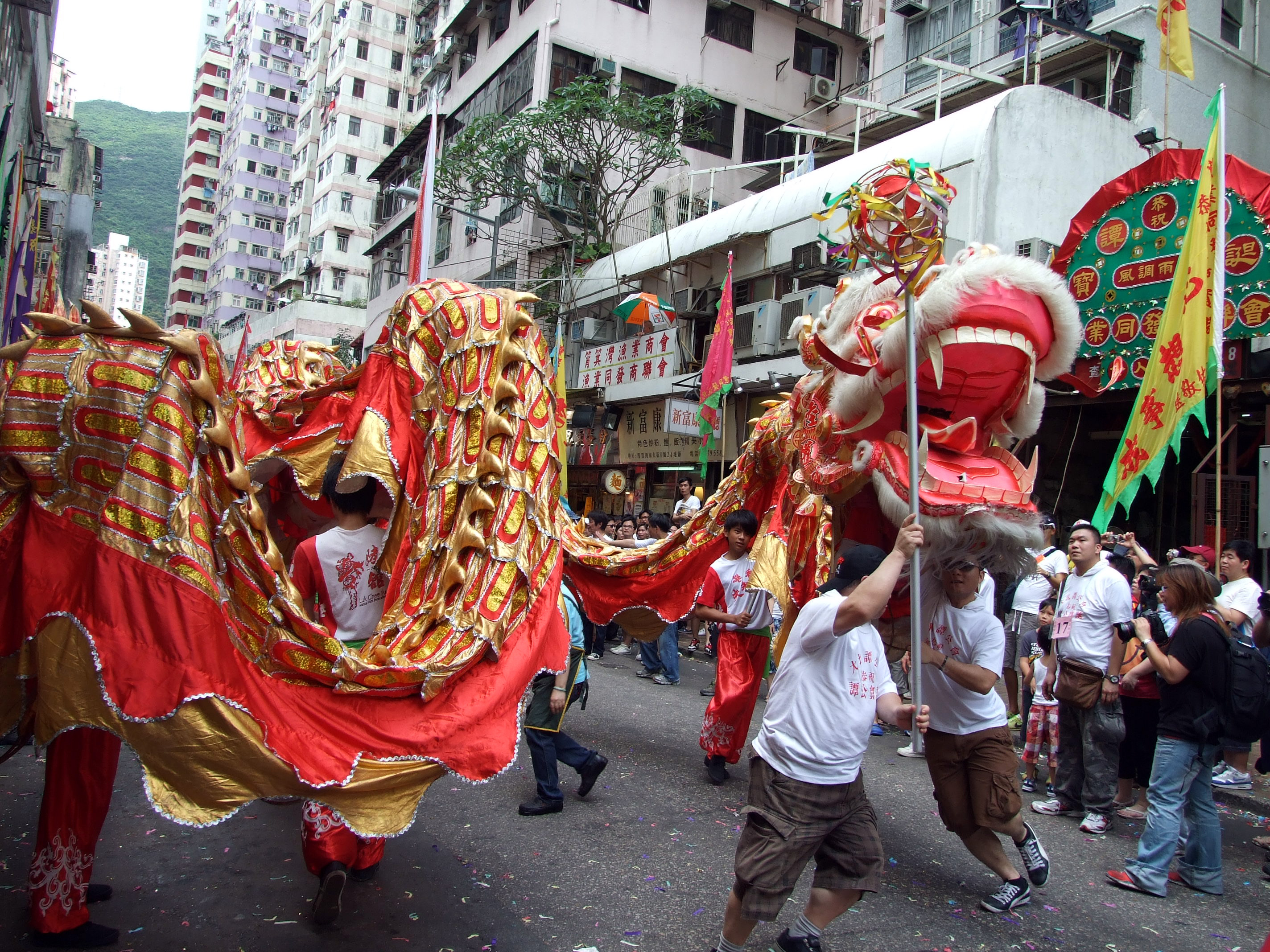
陸館在筲箕灣譚公誕巡遊表演舞龍

陸智夫（1910年—1995年），廣東佛山市三水區人，是香港電影武術指導、知名國術師傅，師承五羊張兆師傅，及白鶴派宗師吳肇鍾，學武術、跌打、南北獅藝，與無敵獅王夏國璋齊名，號稱南北獅王。
現在陸智夫武術趺打館在香港島銅鑼灣軒尼詩道軒華大廈，由後人陸松茂、陸權盛主理，以中醫、跌打和舞獅為主。

## 公職（部分）
- 中國國術總會
- 香港武術聯會
- 中醫師公會
- 香港白鶴總會
- 美國三藩市梁館白鶴總會
- 加拿大多倫多中國功夫健身院 名譽會長
- 美國紐約溫志明健身院
- 星州白鶴派育會 海外顧問
- 星加坡，馬來西亞，歐洲 白鶴派體育會 海外顧問
- 香港五金商會
- 港九鐘錶技術二會
- 港九電船商會
- 三水同鄉會
- 華商總會

## 武術指導
- 《方世玉肉搏洪熙官》：演員石燕子、羅艷卿、林蛟；
- 《鐵馬騮別傳》（續集）：演員曹達華、任燕、石堅；
- 《黃飛鴻義救海幢寺》（上集）：演員白玉堂、林蛟、羅艷卿、少新權、劉湛、石堅；
- 《鐵臂拳王》：演員許錦燦、曹達華、石堅；
- 《白鶴英雄傳》：演員關德興、曹達華、任燕、石堅、劉湛；
- 《一帆風順》：演員吳楚帆、白燕、張瑛、周坤玲
- 《大刀王五血戰小霸王》：演員石燕子、梅珍、石堅、劉桂康

資料來源：光影久久电影资料库

## 社會服務（醒獅）
- 東華三院
- 仁濟醫院
- 博愛醫院
- 1975年日本大阪博覽會
- 英聯邦博覽會 表演

## 家庭
先室吳惠貞，庶室陳詠梅，育有三子五女。

## 外部連結
- 陸智夫國術總會 （页面存档备份，存于）